# 아돌포 발론치에리
아돌포 발론치에리(이탈리아어: Adolfo Baloncieri aˈdolfo balonˈtʃɛːri[*]; 1897년 7월 27일, 피에몬테 주 알레산드리아 ~ 1986년 7월 23일, 리구리아 주 제노바)는 이탈리아의 전직 축구 선수이자 감독으로 현역 선수 시절 미드필더로 활동했다.
잔니 브레라는 그를 역대 최고로 손꼽히는 이탈리아 플레이메이커들 중 그를 꼽았고, 주세페 메아차나 발렌티노 마촐라 등과 어깨를 나란히했다. 2010년, 카를로 펠리체 키에사는 다음과 같이 그를 언급했다: "역대 세계 최고의 "후방 플레이메이커"를 꼽을 수 있다면, 우리 현세대에서 멀리 떨어진 아돌포 발론치에리 선수가 으뜸일 것이라는 것 외에는 설명할 수 없다." 발론치에리는 알레산드리아에서 현역 신고식을 치렀지만, 토리노에서 활동한 것으로 더 알려졌고, 1927년과 1928년에 리그를 우승(1927년 우승은 나중에 취소되었다)한 것으로 알려졌다. 은퇴 후, 그는 몇몇 이탈리아 구단들을 지도했다.
국가대항전에서, 그는 이탈리아 선수단 일원으로 하계 올림픽에 3번 참가했고, 1928년 대회에서는 주장으로 이탈리아 국가대표팀을 이끌고 동메달을 목에 걸었고, 1927-30년 중부 유럽 국제 대회 우승도 달성했다. 25골을 기록한 그는 이탈리아 국가대표팀 역대 최다 득점 6위이며, 필리포 인차기와 알레산드로 알토벨리와 함께 국가대표팀에서 같은 횟수의 득점을 기록했고, 이탈리아 국가대표팀의 최다 득점 미드필더이기도 하다.

## 생애
발론치에리는 알레산드리아 도의 카스텔체리올로 출신으로, 카스텔레 토리네세 출신 가정에서 났다. 유년 시절, 그의 가족은 아르헨티나의 로사리오에서 12년을 보냈는데, 9살때 축구를 시작했다. 축구를 할 의욕이 넘쳤던 그는 회계공부를 중도에 접었다.
그의 형 마리오는 알레산드리아의 아마추어 선수 겸 기자였고, 그의 사촌 윌리암 브레치는 요절했는데, 알레산드리아와 이탈리아 국가대표팀에서 한배를 타기도 했다. 그의 형제 카를로는 1933년 8월에 피날레 리구레에서 익사했고, 그의 아들도 성년이 되기 전에 요절했다. 그의 딸 플로라는 교사가 되었고, 남매와 함께 제노바에서 말년을 보냈다. 그는 1986년에 89번째 생일을 며칠 앞두고 폐렴으로 영면에 들었다.

## 클럽 경력
유년 시절 대부분을 아르헨티나에서 보낸 발론치에리는 1913년에 이탈리아로 귀국해 알레산드리아에 합류해 1914년에 17세의 나이로 제1차 세계 대전이 발발해 모든 리그 일정이 중단되기 전에 신고식을 치렀다. 전란기에 그는 보병으로 전선에 섰다. 종전 후 축구가 재개되자 1920년대에 토리노의 유명 선수들과 어깨를 나란히 하며 리그 우승을 2번(1번은 "알레만디 스캔들"로 취소)을 우승했다. 1930년, 그는 이탈리아 축구 연맹의 레안드로 아르피나티의 추천을 받아 이탈리아 왕국의 훈장을 받았다. 발론치에리는 1931년에 축구화를 벗고 후배 양성에 팔을 걷어붙였고, 토리노 유소년부를 육성하는데 힘썼다. 그는 이후 감독으로도 활동했다.

## 국가대표팀 경력
국가대항전 무대에서, 발론치에리는 이탈리아 국가대표팀 주장 신분으로 1928년 하계 올림픽 동메달을 목에 걸었고, 주세페 메아차와 함께 1930년에 코파 인테르나치오날레 우승을 거두었다. 그는 1920년에서 1930년 사이 47번의 경기에 출전해 25골을 득점했다. 그는 이탈리아 국가대표팀 역대 최다 득점 6위로, 이탈리아 국가대표팀 역사상 최다 득점 미드필더였다. 그는 앞서 하계 올림픽에 1920년과 1924년에 2번 더 출전해 각각 11경기와 8골로 이탈리아의 올림픽 축구 역대 최다 출전 및 득점 선수로 이름을 남겼다.

## 경기 방식
공격형 플레이메이커로 주로 배치된 발론치에리는 민첩하고, 재능 있으며, 우아하고, 창의적인 미드필더로 기술적 능력, 시야, 공넘기기, 그리고 중원에서의 골 결정력에 두각을 나타냈다.

## 수상
토리노
- 디비시오네 나치오날레: 1926–27, 1927–28

이탈리아
- 중부 유럽 국제 대회: 1927–30
- 하계 올림픽 동메달: 1928

개인
- 토리노 명예의 전당 헌액[5]

## 참고 문헌
- Brera, Gianni; Milano, Baldini & Castoldi (1998). 《Storia critica del calcio italiano》.